# Institut zur Zukunft der Arbeit

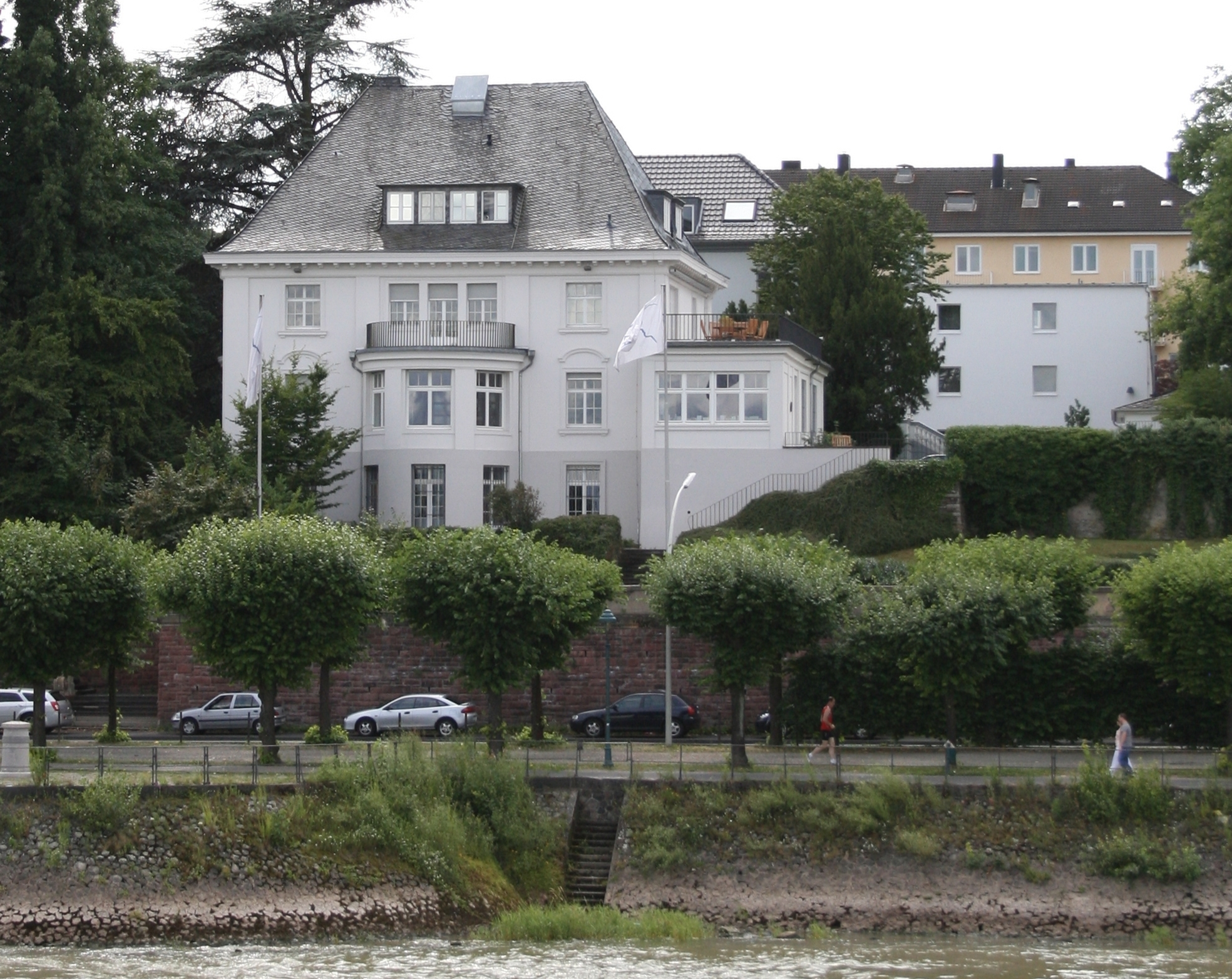
La sede dell'IZA, a Bonn.

L'IZA (Institut zur Zukunft der Arbeit, o, in inglese, Institute for the Study of Labor) è un centro di ricerca tedesco sull'economia del lavoro, con sede a Bonn.

## Descrizione
È un istituto di ricerca privato indipendente e si concentra sull'analisi economica dei mercati del lavoro a livello nazionale e internazionale. Il centro svolge ricerca in tutte le aree rilevanti del settore dell'Economia del lavoro.
L'IZA coopera inoltre con l'Università di Bonn e con altre istituzioni accademiche.